# 에드바르트 오하프
에드바르트 미에치스와프 오하프(폴란드어: Edward Mieczysław Ochab, 1906년 8월 16일 ~ 1989년 5월 1일)는 폴란드의 공산당 정치인이다.

## 생애
1906년 크라쿠프에서 노동자의 아들로 출생한 그는 야기엘론스키 대학교를 졸업한 뒤 1929년 폴란드 공산당(KPP)에 가입하였다. 하지만 유제프 피우수트스키(Józef Piłsudski)의 쿠데타가 일어난 뒤의 폴란드 제2공화국은 공산당을 엄중히 탄압했기에 1933년부터 1938년까지 교도소에 정치범으로 수감되었다. 1939년에 제2차 세계 대전이 일어나자 그는 바르샤바에서 소련으로 도망쳤다.
1941년에 소련군에 입대하였다. 이후 친소 폴란드군 1사단(1 Warszawska Dywizja Piechoty im. Tadeusza Kościuszki)에 정치 위원으로 들어가게 된다. 친소 폴란드군은 1943년 폴란드 인민군(Ludowe Wojsko Polskie)으로 재편된다. 1943년 5월에 소령을 달고, 1943년 12월에 중령을 달았다.
1956년 3월 20일 볼레스와프 비에루트의 사임으로 그 뒤를 이어 공산당 서기에 임명되었으나, 10월 21일 7개월 만에 물러났다. 지나간 스탈린주의와 함께 한 정치적 권력을 가진 오하프는 1961년부터 1964년까지 폴란드 국가 의회의 부의장을 지내다가, 1964년 8월 7일부터 5일간 국가 의회 의장 직무대행을 지냈다. 그 후, 1968년까지 폴란드 연합노동자당 서기장으로 있다가 통일노동당의 유대인 숙청으로 인해 유대인과 결혼한 그는 정계에서 물러나고 말았다. 1989년 5월 1일 바르샤바에서 사망하였다.

## 같이 보기
- 뉴욕 타임스